# Факт (фільм)
«Факт» — радянський художній фільм 1980 року, знятий на Литовській кіностудії.

## Сюжет
Влітку 1944 року німецькими карателями було знищене литовське село Пірчюпяй. Після війни Радянською владою було проведено розслідування за цим фактом воєнних злочинів німецьких окупантів і їх місцевих посібників — литовських націоналістів. У фільмі на базі документів докладно відтворюється передісторія знищення села: вбивство лісничого, рішення про знищення села, прийняте німецькою владою на чолі з полковником Тітелем, вбивство молодим селянином Вінцасом німецького офіцера-литовця Шакніса й інше.

## У ролях
- Юозас Будрайтіс — лейтенант Юзефас Шакніс
- Донатас Баніоніс — полковник Тітель
- Регімантас Адомайтіс — Буцкус
- Альгімантас Масюліс — старий Пяцюконіс
- Лаймонас Норейка — Джанас
- Ірена Леонавічюте — Текле, дочка Пяцюконіса
- Саулюс Баландіс — Вінцас, коханий Текле
- Олена Соловей — сестра Текле
- Леонід Оболенський — Александре, пастух
- Олександр Кайдановський — Станіслав
- Еугенія Шулгайте — мати Станіслава
- Долорес Казрагіте — швачка
- Вайва Віда Майнеліте — Казя, дружина Буцкуса
- Улдіс Думпіс — Шмідеман
- Еугенія Плешкіте — Кароліна, дружина Джанаса
- Арніс Ліцитіс — лейтенант Акерман
- Ельвіра Пішкінайте — Саломея
- Альгіс Кібартас — Антанас
- Айварс Сіліньш — есесівець
- Раса Кіркільоніте — дочка
- Нійоле Лепешкайте — Моніка
- Юріс Плявіньш — Мешке
- Юстіна Шервінскайте — дочка Буцкуса

## Знімальна група
- Автор сценарію: Вітаутас Жалакявічус
- Режисер-постановник: Альмантас Ґрікявічус
- Оператор-постановник: Донатас Печюра
- Художник: Галюс Клічюс
- Оператори:
  - Вітаутас Дамашевічус
  - Альгірдас Янукенас
- Художник по костюмам: Вікторія Бімбайте